# Anisozyga charma
Anisozyga charma är en fjärilsart som beskrevs av Louis Beethoven Prout 1917. Anisozyga charma ingår i släktet Anisozyga och familjen mätare. Inga underarter finns listade i Catalogue of Life.